# Potamocypris hyboforma
Potamocypris hyboforma är en kräftdjursart som beskrevs av Dobbin 1941. Potamocypris hyboforma ingår i släktet Potamocypris och familjen Cyprididae. Inga underarter finns listade i Catalogue of Life.